# Parque Príncipe Eduardo
El Parque Príncipe Eduardo (en inglés: Prince Edward Park o bien Parque Prince Edward) es la sede del equipo de Rugby Savaii de Samoa. También lleva a cabo pequeños eventos como el Samoa AFL, partidos de Críquet y fútbol, pero el Rugby es el deporte que se juega generalmente en este parque. El espacio se encuentra en un pequeño pueblo llamado Lalomalava, que esta a 5-10 minutos en vehículo en el extremo oriental de la capital del estado, Salelologa en Savai'i, Samoa.
El parque lleva el nombre de Príncipe Eduardo de York, que en el año 1900 visitó Savai'i y abrió este parque, que en ese momento era sólo un campo.